# Éric Caravaca
Pour les articles homonymes, voir Caravaca.
Éric Caravaca, né le 21 novembre 1966 à Rennes, est un acteur et réalisateur français. En 2000, il reçoit le César du meilleur espoir masculin.

## Biographie
Fils d’un ingénieur BTP, Éric Caravaca suit une scolarité normale, en parallèle de laquelle il s’inscrit au conservatoire de Rouen sur les conseils de son frère. Après avoir commencé des études de médecine, vite abandonnées, et obtenu un DEUG de lettres, il entre à l’École de la rue Blanche à Paris, mais n’y reste qu’un an. Il continue sa formation au Conservatoire national supérieur d'art dramatique dont il sort en 1993, puis profitant d’une année sabbatique, se rend à New York, à l'Actors Studio. De retour à Paris, il refuse d'entrer à la Comédie-Française et commence sa carrière au théâtre.
Son premier rôle remonte à sa participation à Un samedi sur la terre de Diane Bertrand, en 1996, mais pendant longtemps il enchaîne ensuite les seconds rôles. Sa participation à C'est quoi la vie ? de François Dupeyron, en 1999, lui vaut cependant le César du meilleur espoir masculin.
Au théâtre, il interprète notamment En attendant Godot de Samuel Beckett.
En 2006, il passe derrière la caméra en signant son premier long métrage, Le Passager, où il donne la réplique à Julie Depardieu ; il s’agit d’une adaptation de La Route de Midland d'Arnaud Cathrine.

## Filmographie

### Acteur

#### Cinéma
- 1996 : L'amour est à réinventer (épisode Ded@ns) de Marion Vernoux
- 1996 : Nicotine (court-métrage) de Pablo Lopez Paredes
- 1996 : Un samedi sur la Terre de Diane Bertrand : Martin
- 1997 : Beaucoup trop loin (court-métrage) d'Olivier Jahan
- 1998 : La voie est libre (court-métrage) de Stéphane Clavier : Robert
- 1998 : Histoire naturelle de Karim Boulila
- 1999 : Rien à faire de Marion Vernoux : un jeune homme dans le bus
- 1999 : La vie ne me fait pas peur de Noémie Lvovsky
- 1999 : C'est quoi la vie ? de François Dupeyron : Nicolas
- 2000 : Sans plomb de Muriel Teodori : Ken
- 2000 : La Parenthèse enchantée de Michel Spinosa : Albert
- 2001 : La Chambre des officiers de François Dupeyron : Adrien
- 2002 : Les Amants du Nil d'Éric Heumann : Samuel
- 2002 : Novo de Jean-Pierre Limosin : Fred
- 2003 : Son frère de Patrice Chéreau : Luc
- 2003 : Elle est des nôtres de Siegrid Alnoy : Éric
- 2003 : Cette femme-là de Guillaume Nicloux : Sylvain Bazinsky
- 2004 : Inguélézi de François Dupeyron : Kader
- 2004 : Si j'étais elle de Stéphane Clavier : Nicolas
- 2006 : Le Passager d'Éric Caravaca : Thomas
- 2006 : J'attends quelqu'un de Jérôme Bonnell : Jean-Philippe
- 2006 : La Raison du plus faible de Lucas Belvaux : Pascal
- 2007 : Mon colonel de Laurent Herbiet : René Ascensio
- 2007 : Les Ambitieux de Catherine Corsini : Julien
- 2007 : La Chambre des morts d'Alfred Lot : Moreno
- 2008 : De moins en moins court métrage de Mélanie Laurent : Éric
- 2008 : Nuit de chien de Werner Schroeter : Villar
- 2008 : Cliente de Josiane Balasko : Patrick/Marco
- 2008 : Affaire de famille de Claus Drexel : Inspecteur Vivant
- 2009 : Une petite zone de turbulences d'Alfred Lot : Fabien
- 2009 : Le Bel Âge de Laurent Perreau : Rafaël
- 2009 : Eden à l'ouest de Costa-Gavras : Jack
- 2010 : Comme les cinq doigts de la main d'Alexandre Arcady : Julien Hayoun
- 2010 : La Petite Chambre de Stéphanie Chuat et Véronique Reymond : Marc
- 2011 : L'Avocat de Cédric Anger : le flic
- 2011 : Qui a envie d'être aimé ? d'Anne Giafferi : Antoine
- 2011 : Poulet aux prunes de Marjane Satrapi et Vincent Paronnaud : Abdi
- 2012 : Ici-bas de Jean-Pierre Denis : Martial
- 2013 : Tu honoreras ta mère et ta mère de Brigitte Rouan : Pierre
- 2013 : Les Brigands de Pol Cruchten et Frank Hoffmann (de) : Karl
- 2014 : 24 Jours d'Alexandre Arcady : José Fernandez
- 2014 : Un illustre inconnu de Matthieu Delaporte : Capitaine Deveaux
- 2015 : Préjudice de Antoine Cuypers : Gaëtan
- 2016 : L'Ami de Renaud Fély : Frère Léon
- 2016 : La Supplication de Pol Cruchten : un opérateur (voix)
- 2017 : L'Amant d'un jour de Philippe Garrel : Gilles
- 2017 : Ce qui nous lie de Cédric Klapisch : le père
- 2018 : Grâce à Dieu de François Ozon : Gilles Perret
- 2019 : Les Éblouis de Sarah Suco : Frédéric Lourmel
- 2021 : Le Chemin du bonheur de Nicolas Steil : Pierre Aslon
- 2021 : Tout s'est bien passé de François Ozon : Serge
- 2022 : Annie colère de Blandine Lenoir : le docteur Chevals
- 2024 : Un monde violent de Maxime Caperan : Michel
- 2024 : Juliette au printemps de Blandine Lenoir : Stéphane
- 2024 : Trois Amies d'Emmanuel Mouret : Stéphane Leroi

#### Télévision
- 2004 : Si j'étais elle de Stéphane Clavier : Nicolas
- 2008 : Adieu de Gaulle, adieu de Laurent Herbiet : Alain Peyrefitte
- 2009 : Beauté fatale de Claude-Michel Rome : Laurent Monastier
- 2010 : Contes et nouvelles du XIXe siècle : Aimé de son concierge d'Olivier Schatzky : Clovis de Frontac
- 2011 : Changer la vie de Serge Moati : Serge
- 2011 : L'Épervier (série télévisée) de Stéphane Clavier : l'abbé
- 2011 : Le Chant des sirènes de Laurent Herbiet : Éric
- 2012 : Emma d'Alain Tasma : Pierre
- 2013 : Manipulations de Laurent Herbiet : François Lecuyer
- 2013 : Alias Caracalla, au cœur de la Résistance d'Alain Tasma : Jean Moulin
- 2014 : Danbé, la tête haute de Bourlem Guerdjou : l'avocat
- 2015 : Paris (série télévisée) de Gilles Bannier : Pierre Lanvin
- 2015 : L'Annonce de Julie Lopes-Curval : Paul
- 2015 : Lui au printemps, elle en hiver de Catherine Klein : Pascal
- 2017 : Un village français : Te Quiero adulte saison 7
- 2018 : Aux animaux la guerre d'Alain Tasma : Patrick Locatelli
- depuis 2018 : Hippocrate (série télévisée) : Manuel Simoni
- 2021 : Les Aventures du jeune Voltaire d'Alain Tasma, série : Arouet
- 2021 : Basse Saison de Laurent Herbiet : Richard
- 2021 : L'Amour flou de Romane Bohringer, série : Patrick
- 2022 : Entre ses mains de Vincent Lannoo : Damien[2]
- 2022 : Année Zéro d'Olivier Barma : Marc
- 2023 : La Vie, l'amour, tout de suite de Nicolas Cuche : Christian
- 2023 : Le Colosse aux pieds d'argile de Stéphanie Murat
- 2024 : Parents à perpétuité de Safy Nebbou : Éric
- 2024 : Capitaine Marleau, épisode L'Ami français de Josée Dayan : Capitaine Donnadieu
- 2024 : HPI, épisode Ultraviolet de Stéphane Carrié : Dr Xavier Decker
- 2025 : Les Rives du fleuve de Guillaume Nicloux : Olivier
- 2025 : L'Intruse de Shirley Monsarrat : Jérôme
- 2025 : L'Or bleu d'Hippolyte Dard
- 2025 : Parlement, saison 4 : l’ambassadeur français
- 2026 : Enchaînés de Laure de Butler

### Réalisateur
- 2005 : Le Passager (long métrage de fiction)
- 2017 : Carré 35 (documentaire)

### Scénariste
- 2005 : Le Passager
- 2015 : Neuf jours en hiver d'Alain Tasma
- 2017 : Carré 35

### Doublage
Films
- Fausto Russo Alesi dans :
  - Le Traître (2019) : Giovanni Falcone
  - L'Enlèvement (2023) : Momolo Mortara

- 2013 : Blood Ties : Frank Pierzynski (Billy Crudup)
- 2016 : Personal Shopper : Ingo (Lars Eidinger)
- 2017 : In the Fade : Danilo Fava (Denis Moschitto)
- 2019 : The Operative : Thomas (Martin Freeman)
- 2019 : Adults in the Room : Alexis Tsipras (Aléxandros Bourdoúmis)

Séries télévisées
- 2023 : Esterno notte : Francesco Cossiga (Fausto Russo Alesi)

## Théâtre
- 1992 : Grand-peur et misère du IIIe Reich de Bertolt Brecht, mise en scène Philippe Adrien, Théâtre de la Tempête
- 1993-1994 : En attendant Godot de Samuel Beckett, mise en scène Philippe Adrien, Théâtre de la Tempête puis au Théâtre des Treize Vents
- 1994 : Tartuffe de Molière, mise en scène Laurent Laffargue, Théâtre du Port de la lune
- 1995 : Histoire vécue du roi Totaud, textes d’Antonin Artaud, mise en scène Jean-Baptiste Sastre, Théâtre de la Bastille
- 1996 : Recherche Faust/Artaud, mise en scène Thomas Ostermeier, Festival de Berlin
- 1997 : Dans la jungle des villes de Bertolt Brecht, mise en scène Hubert Colas, Théâtre Gérard Philipe
- 1998 : Les Brigands de Schiller, mise en scène de Dominique Pitoiset, Théâtre de la Ville
- 1999-2000 : La Fausse Suivante de Marivaux, mise en scène Yves Beaunesne, Théâtre Vidy-Lausanne, Théâtre de la Ville
- 2001 : Le Crime du XXIe siècle d'Edward Bond, mise en scène Alain Françon, Théâtre national de la Colline
- 2004 : Ivanov d'Anton Tchekhov, mise en scène Alain Françon, Théâtre national de la Colline
- 2013 : Les Revenants d'Henrik Ibsen, mise en scène Thomas Ostermeier, Théâtre Nanterre-Amandiers, tournée
- 2014 : La Mère de Florian Zeller, mise en scène Marcial Di Fonzo Bo, Théâtre Hébertot
- 2017 - 2018 : Les Trois Sœurs de Simon Stone d'après Anton Tchekov, mise en scène Simon Stone, Théâtre de l'Odéon, TNP
- 2019 : La Trilogie de la vengeance de Simon Stone d'après John Ford, Thomas Middleton, William Shakespeare, Lope de Vega, mise en scène Simon Stone, Théâtre de l'Odéon

## Livres audio
Éric Caravaca est le narrateur de livres audio :
- D'autres vies que la mienne d'Emmanuel Carrère (Gallimard, 2010)
- La Vénitienne et autres nouvelles de Vladimir Nabokov (Gallimard, 2012)
- Soumission de Michel Houellebecq (Gallimard, 2015)
- Belle du Seigneur d’Albert Cohen (Gallimard, 2021)

## Distinctions

### Récompenses
- César 2000 : César du meilleur espoir masculin pour C'est quoi la vie ?
- Étoiles d'or du cinéma français 2000 : Étoile d'or de la révélation masculine pour C'est quoi la vie ?
- Festival Jean Carmet de Moulins 2011 : Meilleur second rôle masculin (Prix du Jury) pour La Petite Chambre

### Nominations
- César 2002 : César du meilleur acteur pour La Chambre des officiers
- Prix Louis-Delluc 2017 : meilleur film pour Carré 35
- César 2018 : César du meilleur film documentaire pour Carré 35